# Dicranomyia laticincta
Dicranomyia laticincta är en tvåvingeart som först beskrevs av Edwards 1928.  Dicranomyia laticincta ingår i släktet Dicranomyia och familjen småharkrankar. Inga underarter finns listade i Catalogue of Life.